# اذیت نکن
«اذیت نکن» تک‌آهنگی از هنرمند اهل کلمبیا شکیرا است.
این تک‌آهنگ در چارت‌های ایتالیا، بریتانیا، فنلاند، سوئیس، اتریش، آلمان، نروژ، جزو ده ترانه اول قرار گرفت.